# Bivona
Bivona ist eine Stadt im Freien Gemeindekonsortium Agrigent in der Region Sizilien in Italien.

## Lage und Daten
Bivona liegt 62 km nordwestlich von Agrigent. Hier wohnen 3120 Einwohner (Stand 31. Dezember 2023), die hauptsächlich in der Landwirtschaft arbeiten. Es werden Zitrusfrüchte, Weizen, Oliven und Getreide angebaut.
Die Nachbargemeinden sind Alessandria della Rocca, Calamonaci, Castronovo di Sicilia (PA), Cianciana, Lucca Sicula, Palazzo Adriano (PA), Ribera und Santo Stefano Quisquina.
Nachdem der Bahnverkehr nach Bivona 1959 eingestellt wurde, ist der Ort heute nur noch auf der Straße zu erreichen.

## Geschichte
Bivona wurde 1172 das erste Mal erwähnt. Im 14. Jahrhundert wurde der Ort gegründet und ein Kastell gebaut. 1374 ging Bivona an die Familie Chiaromonte, danach an die Familie Peralta und der De Luna. 1529 gab es eine blutige Auseinandersetzung mit der Familie Peralta aus Sciacca und aus Bivona. Bis 1728 regierte hier das Haus Montcada.

## Sehenswürdigkeiten
Die Pfarrkirche wurde im 14. Jahrhundert von der Familie Chiaromonte errichtet, sehenswert ist das Hauptportal. Die Kirche San Bartelomeo hat ebenfalls ein sehenswertes Portal aus dem 16. Jahrhundert.